# دایوسکوریا الفانتیپس
دایوسکوریا الفانتیپس یا "پای فیل" یا "نان خوی‌خوی" گیاهی گلدار از سرده دایوسکوریا است که بومی جنوب غرب آفریقای جنوبی شامل دماغه امید نیک است.

## نگارخانه

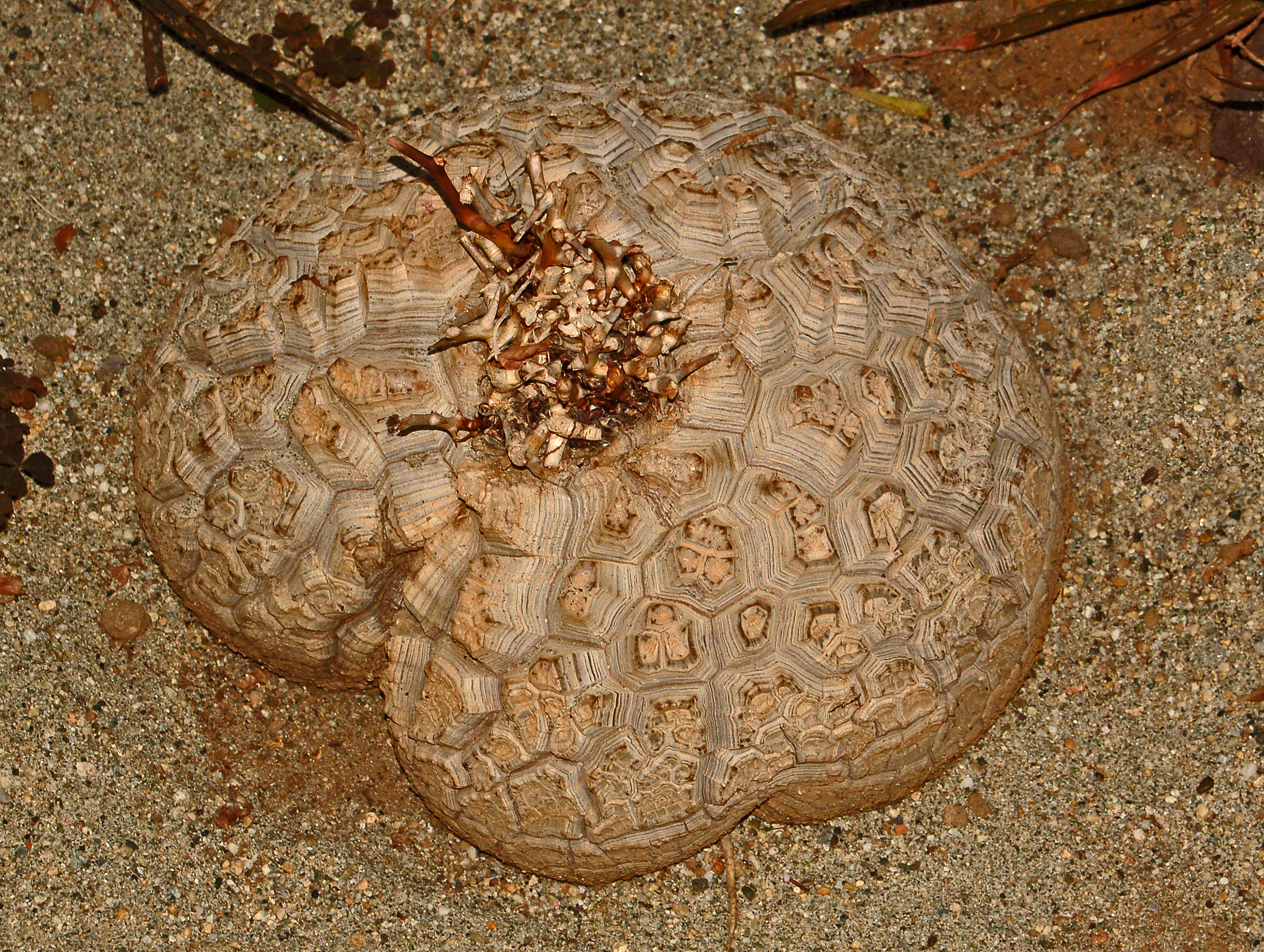
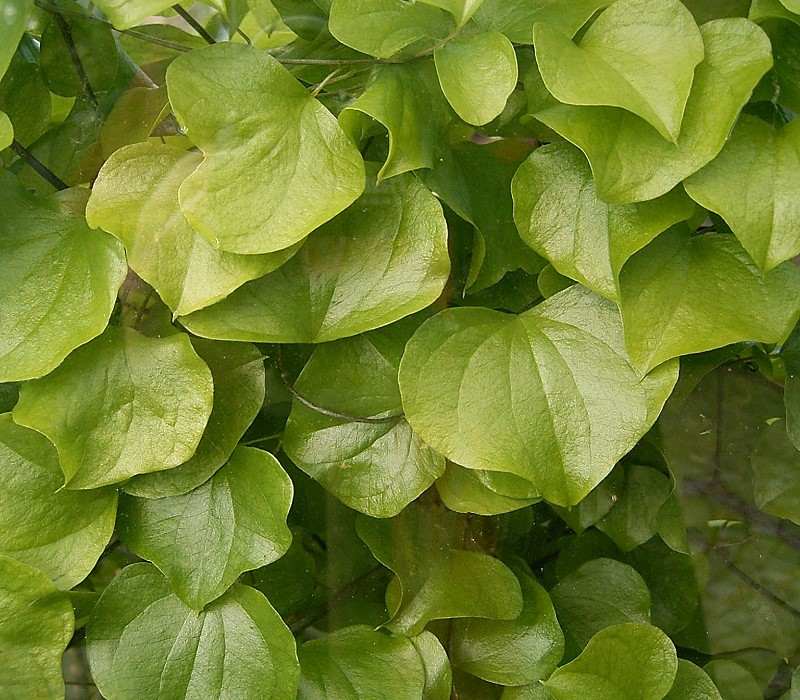
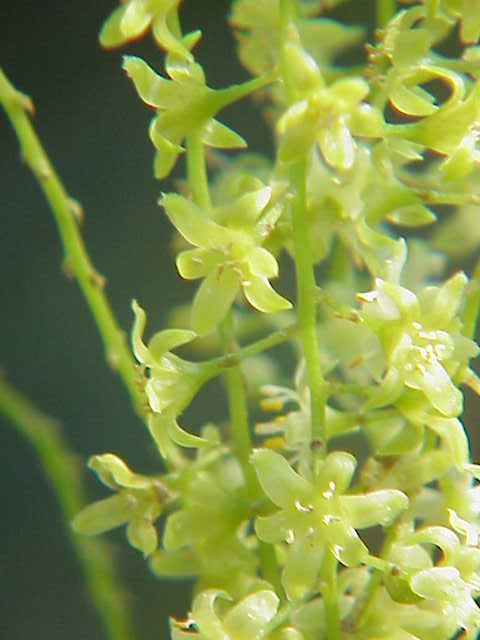